# Nyctimantis rugiceps
Nyctimantis rugiceps és una espècie d'amfibis de la família dels hílids. És monotípica del gènere Nyctimantis. Habita a Equador, el Perú i possiblement a Colòmbia. Els seus hàbitats naturals inclouen boscos tropicals o subtropicals secs i a baixa altitud i pantans tropicals o subtropicals. Està amenaçada d'extinció per la destrucció del seu hàbitat natural.